# Петти, Брайс
Брайс Уильям Петти (англ. Bryce William Petty, 31 мая 1991, Томастон, Джорджия) — профессиональный американский футболист, квотербек. На студенческом уровне выступал за команду Бэйлорского университета. На драфте НФЛ 2015 года был выбран в четвёртом раунде. С 2015 по 2017 год выступал в составе клуба «Нью-Йорк Джетс».

## Биография

### Ранние годы и колледж
Брайс родился 31 мая 1991 года в Томастоне в семье Тодда и Дины Петти. Он принадлежит к индейскому народу чикасо. Футболом Петти начал заниматься в старшей школе в Мидлотиане в Техасе. В 2010 году он поступил в Бэйлорский университет. В 2013 году Брайс получил степень бакалавра в области здравоохранения, а годом позже — магистра менеджмента в спорте.
В 2010 году Петти участвовал в тренировочном процессе команды, но на поле не выходил. Выступления в чемпионате NCAA он начал в сезоне 2011 года, приняв участие в пяти играх в качестве запасного квотербека. Всего набрал 43 ярда пасом и 15 на выносе и принял участие в победном для «Бэйлор Беарс» матче за Аламо Боул, но результативными действиями не отметился. В 2012 году Брайс также оставался запасным игроком, сыграв в шести матчах из тринадцати. Он заработал для команды два тачдауна. В выигранном матче за Холидей Боул против команды «УКЛА Брюинз» он отметился одним потерянным ярдом при попытке выноса.
Игроком стартового состава Петти стал в 2013 году, сразу же приведя команду к победе в конференции Big 12. Он стал её лучшим квотербеком во всех статистических категориях, набрав 4 200 пасовых ярдов и сделав 32 тачдауна. Журнал Sporting News признал Петти Игроком года в Big 12. В голосовании, определявшем лауреата Приза Хейсмана, Брайс занял седьмое место. В завершавшей сезон игре за Фиеста Боул против «ЮСФ Найтс» он сделал два пасовых и три выносных тачдауна, но матч неожиданно выиграла команда из Флориды.
В сезоне 2014 года «Беарс» повторили успех, снова выиграв турнир в своей конференции. Петти в двенадцати играх набрал 3855 пасовых ярдов и 29 тачдаунов, добавив еще 6 тачдаунов на выносе. Он также повторил рекорды университета по числу игр за сезон с набранными 500 и 400 ярдами. Общество христианских спортсменов присудило Брайсу Награду Бобби Боудена, вручаемую игрокам, проявившим себя на поле, в учёбе и общественной жизни. В голосовании на Приз Хейсмана он занял десятое место. Закрывающую сезон игру за Коттон Боул «Бэйлор» проиграл «Мичиган Стейт Спартанс» со счётом 41:42. Несмотря на поражение, Петти был признан самым ценным игроком нападения, набрав рекордные для Боула 550 пасовых ярдов.

#### Статистика выступлений в чемпионате NCAA
| Сезон | Команда      | Игры | Пас | Пас | Пас  | Пас   | Пас  | Пас | Пас | Пас   | Вынос | Вынос | Вынос | Вынос |
| Сезон | Команда      | Игры | Cmp | Att | Pct  | Yds   | Y/A  | TD  | Int | Rtg   | Att   | Yds   | Avg   | TD    |
| ----- | ------------ | ---- | --- | --- | ---- | ----- | ---- | --- | --- | ----- | ----- | ----- | ----- | ----- |
| 2011  | Бэйлор Беарс | 6    | 3   | 4   | 75,0 | 43    | 10,8 | 0   | 0   | 165,3 | 4     | 15    | 3,8   | 0     |
| 2012  | Бэйлор Беарс | 6    | 7   | 10  | 70,0 | 97    | 9,7  | 1   | 0   | 184,5 | 10    | 13    | 1,3   | 1     |
| 2013  | Бэйлор Беарс | 13   | 250 | 403 | 62,0 | 4 200 | 10,4 | 32  | 3   | 174,3 | 94    | 209   | 2,2   | 14    |
| 2014  | Бэйлор Беарс | 12   | 270 | 428 | 63,1 | 3 855 | 9,0  | 29  | 7   | 157,8 | 84    | 101   | 1,2   | 6     |
| Всего | Всего        | 37   | 530 | 845 | 62,7 | 8 195 | 9,7  | 62  | 10  | 166,0 | 192   | 338   | 1,8   | 21    |

### Профессиональная карьера
Оценивая перспективы Петти перед драфтом 2015 года, эксперты сайта НФЛ выделяли его лидерские качества, сильную руку, умение уходить из-под давления защиты и повышение точности передач в последний сезон в колледже. К минусам относилась слабая игра против зонного прикрытия и необходимость работы над навыком чтения действий защитников.
В четвёртом раунде драфта, под общим 103 номером, Брайса выбрал клуб «Нью-Йорк Джетс». Аналитик НФЛ Майк Дулгериан отметил, что команда выбрала перспективного игрока, способного составить конкуренцию Джино Смиту, но указал на необходимость адаптации игрока после игры в широком нападении, практиковавшемся в колледже. 
Седьмого мая он подписал с клубом четырёхлетний контракт на сумму 2,83 млн долларов. В сезоне 2015 года Петти не выходил на поле в официальных играх, оставаясь третьим квотербеком «Джетс» после Райана Фитцпатрика и Джино Смита. После завершения чемпионата, в одном из интервью, Брайс сказал, что учился предсказывать действия защиты, используя компьютерную игру Madden NFL.
В ноябре 2016 года Петти впервые вышел на поле в роли стартового квотербека команды, заменив травмированного Фитцпатрика. В игре с «Лос-Анджелес Рэмс» он провёл драйв на 99 ярдов, завершившийся тачдауном, но в последней четверти бросил перехват, приведший к поражению «Джетс» со счётом 6:9. Всего в сезоне Брайс принял участие в шести играх, набрав 809 ярдов, три тачдауна и семь перехватов. В конце декабря в матче против «Нью-Ингленд Пэтриотс» он получил травму плеча и выбыл на оставшуюся часть сезона.
Перед стартом сезона 2017 года Петти вёл борьбу за место второго квотербека команды с Кристианом Хакенбергом. В одной из предсезонных игр Брайс получил травму колена, из-за которой пропустил старт чемпионата. В декабре, после травмы Джоша Маккоуна, он снова получил шанс проявить себя в основном составе. Игра против «Нью-Орлеан Сэйнтс» завершилась поражением ньюйоркцев со счётом 19:31, Петти заработал для команды тачдаун и бросил два перехвата. Неделей позже он снова вышел стартовым квотербеком на домашний матч против «Лос-Анджелес Чарджерс». Игру Брайс провёл неудачно, набрав всего 119 ярдов и бросив перехват, и в перерыве был освистан своими болельщиками. «Чарджерс» выиграл со счётом 14:7, а журналисты после матча отметили, что Петти вряд ли сможет рассчитывать на продолжение карьеры в «Джетс».
Весной 2018 года на драфте под общим третьим номером «Джетс» выбрали квотербека Сэма Дарнолда и в мае Петти был отчислен из команды. С драфта отказов он был взят клубом «Майами Долфинс», но во время предсезонной подготовки Брайс не сумел выиграть борьбу за место в составе у Брока Освайлера и Дэвида Фейлса. Двадцать шестого сентября «Долфинс» отчислили Петти.

#### Статистика выступлений в НФЛ

##### Регулярный чемпионат
| Сезон | Команда        | Игры | Пас | Пас | Пас  | Пас   | Пас | Пас | Пас | Пас  | Вынос | Вынос | Вынос | Вынос |
| Сезон | Команда        | Игры | Cmp | Att | Pct  | Yds   | Y/A | TD  | Int | Rtg  | Att   | Yds   | Avg   | TD    |
| ----- | -------------- | ---- | --- | --- | ---- | ----- | --- | --- | --- | ---- | ----- | ----- | ----- | ----- |
| 2016  | Нью-Йорк Джетс | 6    | 75  | 133 | 56,4 | 809   | 6,1 | 3   | 7   | 60,0 | 5     | 19    | 3,8   | 0     |
| 2017  | Нью-Йорк Джетс | 4    | 55  | 112 | 49,1 | 544   | 4,9 | 1   | 3   | 55,1 | 7     | 55    | 7,9   | 0     |
| Всего | Всего          | 10   | 130 | 245 | 53,1 | 1 353 | 5,5 | 4   | 10  | 57,7 | 12    | 74    | 6,2   | 0     |